# 莫里斯·多布
莫里斯·赫伯特·多布（Maurice Herbert Dobb，1900年7月24日—1976年8月17日）是一名英國劍橋大學的經濟學家，也是劍橋大學三一學院的學者。是一名卓越的馬克思主義經濟學者。